# Vízkelety Gyula
Vízkelety Gyula József (Szombathely, 1907. december 12. – Budapest, Józsefváros, 1974. február 28.) sebész, urológus.

## Élete
Vízkelety Gyula vasúti és távirda felügyelő és Virág Anna fiaként született. 1926-ban a Csornai Premontrei Kanonokrend Szombathelyi Gimnáziumában érettségizett. 1927 és 1933 között a budapesti Pázmány Péter Tudományegyetem Orvostudományi Karának hallgatója volt. 1933. november 11-én avatták orvosdoktorrá. 1934 és 1938 között a Szent Rókus Kórházban működött gyakornokként. 1937-ben sebészetből, 1939-ben urológiából szerzett szakképesítést. 1938. február 15-től 1946-ig a budapesti Urológiai Klinika gyakornoka, majd tanársegéde volt. 1942 és 1944 között katonai szolgálatot teljesített. 1946-tól előbb az I. sz. Sebészeti Klinika, később a II. sz. Sebészeti Klinika tanársegéde, illetve az urológiai rendelőintézet vezetője és a klinika urológus szaktanácsadója volt. Halálát keringési elégtelenség okozta.
A budapesti Farkasréti temetőben nyugszik. (7/2-1-23/24)

## Művei
- Új rendszerű retrospektív cystoscop. (Magyar Urológia, 1939, 4.; németül: Zeitschrift für Urologie 1939, 7.)
- Az endoskopos gyógyeljárások haladása az urológiában az utolsó tíz év alatt. (Magyar Urológia, 1940)
- A hólyagnyak betegségei. Pitrolffy-Szabó Bélával. (Magyar Urológia, 1940)
- Állandó hólyagmosás a hólyag gyulladásos betegségeinek kezelésére. (Orvosi Hetilap, 1940, 30.)
- Első-segélynyújtás. Budapest, 1940. (A M. Cserkészleány Szövetség könyvei 8.)
- A húgycső körüli gennyedések. Pitrolffy-Szabó Bélával. (Orvosképzés, 1941)
- Lövedékek és fémszilánkok műtéti eltávolítása. (Orvosi Hetilap, 1943, 43.)
- Kampó a húgyhólyag feltárásához. Ádám Lajos-emlékkönyv. Budapest, 1947
- Újabb ismeretek a leukocyták szemcséinek mozgásáról és annak okáról. (Orvosi Hetilap, 1949, 28.9
- Hydronephrosis és tbc. ugyanazon vesében. (1950, 27.)
- Ureterkövek eszközös eltávolítása. (Magyar Sebészet, 1955, 2.)
- Uratkő kiújulásának megakadályozása és kezelése. (Orvosi Hetilap, 1962, 31.)
- Húgykőanalysis gyors mikroeljárással. (Orvosi Hetilap, 1964, 48.; németül: Zeitschrift für Urologie 1965, 5.)
- Radiumkezelés okozta cystitis. (Orvosi Hetilap, 1968, 3.)
- Jellemzők-e a „Sternheimer-Malbin” sejtek pyelonephritisre? (Orvosi Hetilap, 1970, 5.)

## Emlékezete
- 2018. szeptember 26-án emléktáblát avattak tiszteletére a Karinthy Frigyes út 24. számú ház falán.[3]